# Hvar - od Križišća do Tavna špilje
Hvar - od Križišća do Tavna špilje este o arie protejată (sit de importanță comunitară — SCI) din Croația întinsă pe o suprafață de 260,66 ha, integral pe uscat.

## Localizare
Centrul sitului Hvar - od Križišća do Tavna špilje este situat la coordonatele 43°08′04″N 16°48′28″E / 43.13444°N 16.807748°E.

## Înființare
Situl Hvar - od Križišća do Tavna špilje a fost declarat sit de importanță comunitară în iulie 2013 pentru a proteja un număr necunoscut de specii din flora spontană și fauna sălbatică aflate în arealul zonei.

## Biodiversitate
Situată în ecoregiunea mediteraneană, aria protejată conține 1 habitat natural: Păduri de Quercus ilex și Quercus rotundifolia.
La baza desemnării sitului se află un număr nedeclarat de specii protejate.